# Viện nghiên cứu về các chế độ toàn trị
Viện nghiên cứu về các chế độ toàn trị (tiếng Séc: Ústav pro studium totalitních režimů) là một cơ quan chính phủ của Cộng hòa Séc và cũng là một viện nghiên cứu, được chính phủ Séc thành lập 2007.
Nó nằm ở Praha tại một con đường đặt tên theo Ryszard Siwiec.
Mục đích của viện là để thu lượm, phân tích và cho quần chúng tham khảo về các chế độ toàn trị Cộng sản cũng như quốc Xã. Văn khố cũng có tài liệu về cảnh sát mật của chế độ cũ (StB).
Viện là một tổ chức thành viến sáng lập ra Diễn đàn về Tưởng nhớ và Lương tâm châu Âu, văn phòng của diễn đàn này cũng nằm ở đây.

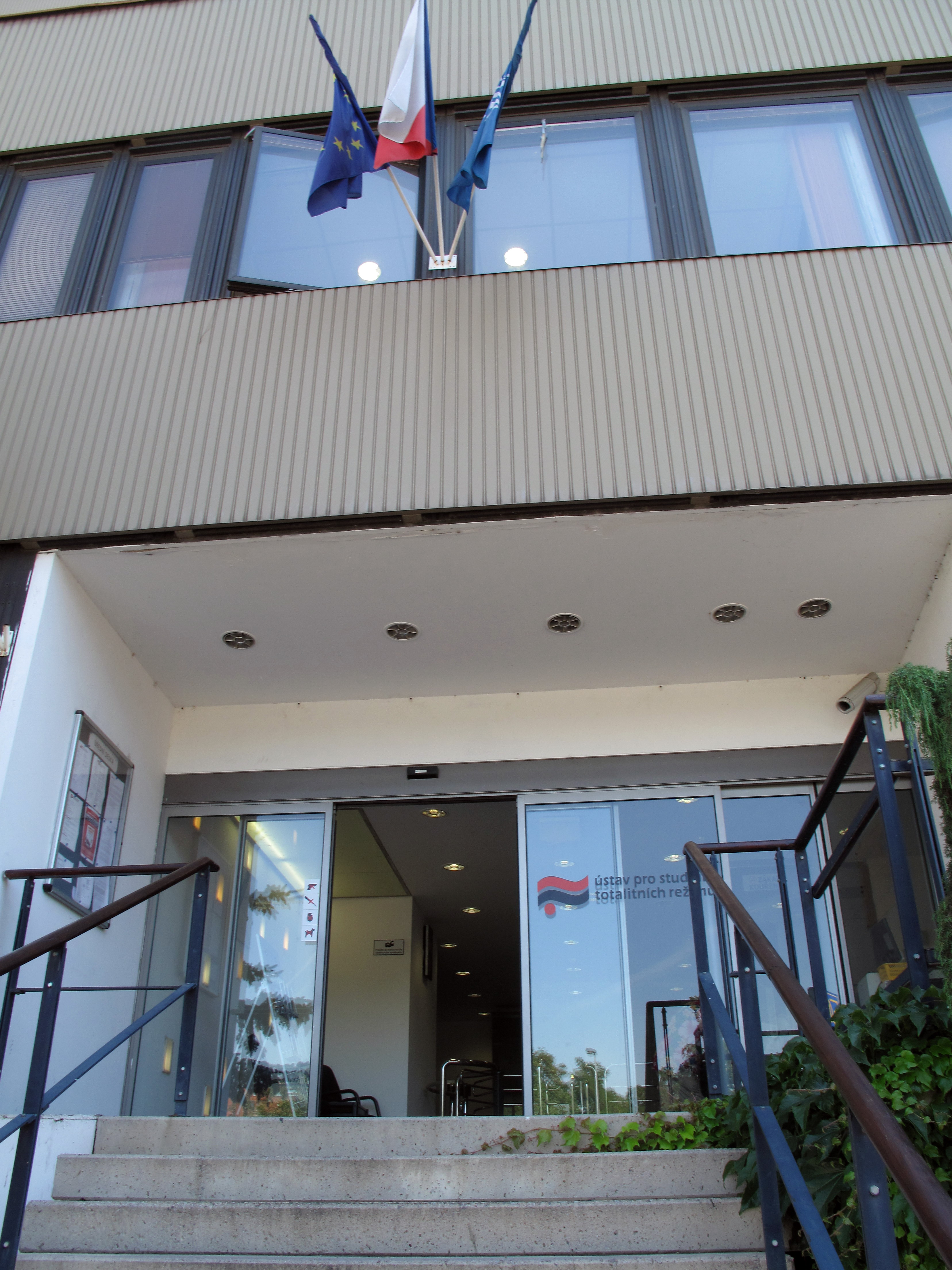
Institute for the Study of Totalitarian Regimes, Prague, Siwiecova street